# Stanovice (Karlovy Vary)
Stanovice é uma comuna checa localizada na região de Karlovy Vary, distrito de Karlovy Vary‎.